# Dieno

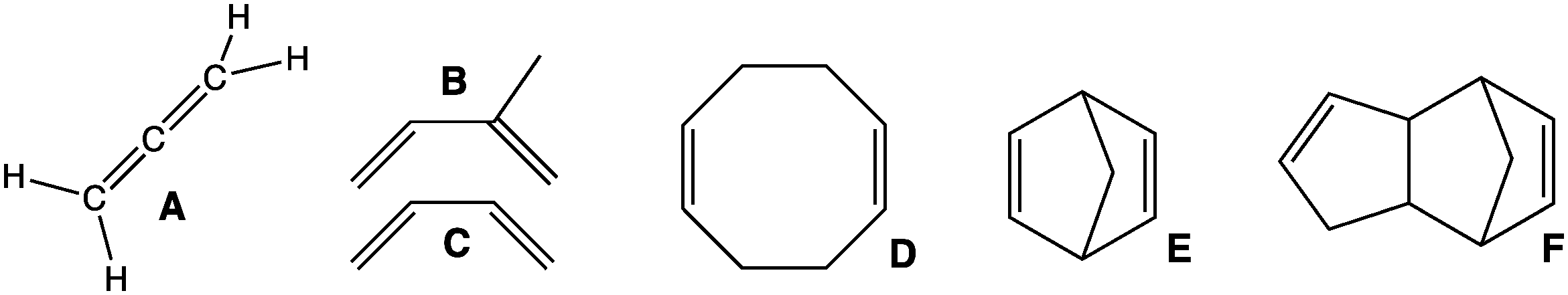
Estructura de varios dienos

Los dienos son alquenos que contienen dos dobles enlaces carbono–carbono, por lo que tienen esencialmente las mismas propiedades que los alquenos. El ejemplo más sencillo de una reacción característica de los dienos conjugados es la de Diels-Alder.

## Nomenclatura
Los dienos se nombran por medio del sistema IUPAC en la misma forma que los alquenos, excepto que se usa la terminación “dieno” con dos números para indicar las posiciones de ambos dobles enlaces.
Ejemplos:
- {\displaystyle CH_{2}=CH-CH=CH_{2}}          →      1,3 – Butadieno o divinilo

- {\displaystyle CH_{2}=CH-CH_{2}-CH=CH_{2}}   →      1,4 - Pentadieno

## Isomería
Se puede producir isomería:
- Por la ramificación del esqueleto.
- Por la posición de dos enlaces.
- Entre los dienos y alquinos.

Los dienos se dividen en tres clases importantes, de acuerdo con la distribución de sus dobles enlaces:
1. De las uniones dobles que alternan con enlaces simples se dice que están conjugados.
```
         

  

    

      

        

          
H

          

            
2

          

        

        
C

        
=

        
C

        
H

        
−

        
C

        
H

        
=

        
C

        

          
H

          

            
2

          

        

      

    

    
{\displaystyle H_{2}C=CH-CH=CH_{2}}

  

   Dobles enlaces conjugados.
```

2. Las dobles uniones separadas por más de un enlace simple se denominan aislados. 
```
         

  

    

      

        

          
H

          

            
2

          

        

        
C

        
=

        
C

        
H

        
−

        
C

        

          
H

          

            
2

          

        

        
−

        
C

        

          
H

          

            
2

          

        

        
−

        
C

        
H

        
=

        
C

        

          
H

          

            
2

          

        

      

    

    
{\displaystyle H_{2}C=CH-CH_{2}-CH_{2}-CH=CH_{2}}

  

```

3. Un tercer tipo de dienos, tienen dobles enlaces acumulados; se les conoce como alenos. 
```
        

  

    

      

        

          
H

          

            
2

          

        

        
C

        
=

        
C

        
=

        
C

        

          
H

          

            
2

          

        

      

    

    
{\displaystyle H_{2}C=C=CH_{2}}

  

```

## Propiedades físicas
- El 1,3 – butadieno o divinilo es un gas fácilmente licuable (a – 5 °C).
- El – 2 – metil – 1,3 – butadieno, o isopreno es un líquido de fácil ebullición.

## Propiedades químicas
Los hidrocarburos diénicos, disponiendo de dobles enlaces en las moléculas, causan reacciones de adición corrientes, por ejemplo, decoloran el agua de bromo, adicionan los a haluros de hidrógeno, etc. Sin embargo, las reacciones de adición tienen sus peculiaridades. Los dienos conjugados difieren de los alquenos simples en tres aspectos:
1. Son más estables.
2. Sufren adición 1,4.
3. Son más reactivos en la adición de radicales libres.

1. Combustión
{\displaystyle C_{4}H_{8}+O_{2}} →{\displaystyle 4CO_{2}+4H_{2}O}
2. Hidrogenación
2.1  Dienos aislados: Los dobles enlaces reaccionan independientemente, como si estuvieran en moléculas diferentes.

## Obtención de los dienos
1. Por deshidrogenación del alcanos.
2. Mediante el cracking de hidrocarburos.
3. Por el proceso de deshidratación y desdidrogenación de alcohol etílico.

Caucho
El caucho natural se obtiene del látex, o sea, de la savia lechosa de algunas plantas de hevea originaria del Brasil.
Para obtener el caucho en los árboles de hevea se hacen cortes. Se recoge la savia lechosa que mana de los cortes y que no es sino una disolución coloidal del caucho. Luego, esta, se somete a la coagulación tratándola con un electrolito (disolución de un ácido) o por calentamiento. Como resultado, se separa el caucho.
El caucho natural tiene la configuración cis en (casi todos sus dobles enlaces; el material artificial era una mezcla de cis y trans (hasta 1955).
```
Propiedades del caucho
```

La propiedad más importante del caucho es su elasticidad, es decir, la propiedad de experimentar considerables deformaciones elásticas actuando una fuerza relativamente pequeña, por ejemplo, alargarse, contraerse y seguidamente restablecer la forma inicial después de haber cesado la acción de la fuerza.
Una propiedad importante del caucho es también su impermeabilidad para el agua y los gases.
```
Aplicaciones del caucho
```

Su masa principal se consume para la fabricación de cubiertas y cámaras de neumáticos para automóviles, aviones, bicicletas, etc.
El caucho se emplea para la producción de correas de transmisión, cintas transportadores, mangueras, aislamiento eléctrico, calzado, objetos para atender los enfermos, etc.
```
Composición y estructura del caucho natural
```

El caucho se compone de dos elementos: el carbono y el hidrógeno, es decir, pertenece a la clase de hidrocarburos.
El caucho es un polímero natural con la fórmula molecular  (C5H8)n
El caucho de butadieno (- CH2 – CH = CH – CH2 -)n posee buen impermeabilidad al agua y a los gases, sin embargo, es inferior al caucho natural en cuanto a su elasticidad y resistencia al desgaste.
Actualmente, la industria produce una serie de cauchos sintéticos.
Unos se caracterizan por alta resistencia mecánica, otros, por alta estabilidad química, otros más son especialmente estables a la acción de los disolventes, etc.
Cada uno de estos cauchos encuentra su aplicación en correspondencia con sus propiedades.
```
Vulcanización del caucho
```

Tanto el caucho natural como el sintético se utilizan preferentemente en forma de goma por cuanta esta posee mucha mayor resistencia mecánica, elasticidad y una serie de otras propiedades valiosas. Para obtener la goma el caucho se vulcaniza.
A partir de la mezcla de caucho con azufre, rellenos (como el hollín) y otras sustancias se conforman artículos necesarios y éstos se someten al calentamiento. En estas condiciones los átomos de azufre entran en reacción química con las moléculas lineales del caucho en los lugares de algunos dobles enlaces y parece como si “cosiesen” las moléculas unas con otras. Estos enlaces cruzados endurecen y dan mayor resistencia al caucho, y eliminan la pegajosidad del caucho no tratado
En vez de moléculas de estructura lineal se forman moléculas tridimensionales. El polímero ha adquirido estructura espacial. 
El caucho con estructura espacial (la goma) será más resistente que el no vulcanizado, puesto que aquí, entre las moléculas lineales además de las fuerzas intermoleculares de atracción ordinarias, actúan en una serie de lugares las fuerzas de interacción química.
Si el azufre se añade al caucho en una cantidad mayor que se necesita para la formación de la goma, entonces, durante la vulcanización las moléculas lineales se verán “cosidas” en muy numerosos lugares y el material perderá su elasticidad, haciéndose sólido se obtiene la ebonita (el material aislante).